# Osteocephalus subtilis
A Osteocephalus subtilis a kétéltűek (Amphibia) osztályának békák (Anura) rendjébe és a levelibéka-félék (Hylidae) családjába tartozó faj.

## Előfordulása
A faj Brazíliában, továbbá valószínűleg Bolíviában és Peruban él. Természetes élőhelye a szubtrópusi vagy trópusi nedves síkvidéki erdők. A fajt élőhelyének elvesztése fenyegeti.